# 500-509
De jaren 500-509 (van de christelijke jaartelling) zijn een decennium in de 6e eeuw.

## Gebeurtenissen en ontwikkelingen

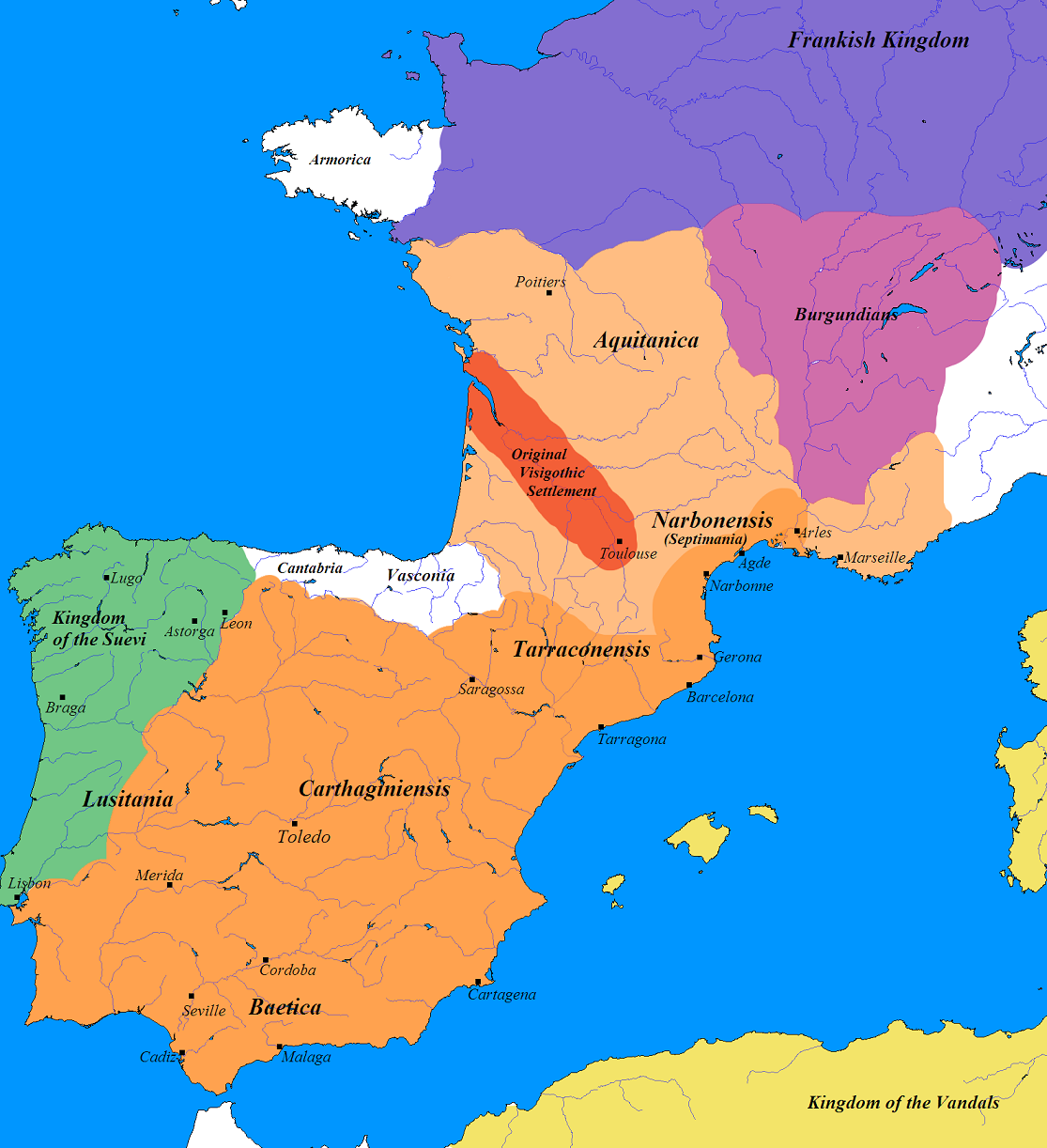
Clovis voegt het rode gedeelte toe aan zijn koninkrijk

Het jaar 500 wordt algemeen beschouwt in de Westerse beschaving als het begin van de middeleeuwen, meer bepaald de vroege middeleeuwen. In Europa komt de technologie tot een stilstand. De middeleeuwse filosofie is nauw verbonden met het christelijk denken.
- 502 : De Sassanidische koning Kavad I valt het Byzantijnse Rijk aan: de Anastasische Oorlog (502-506).
- 504 : De Gepiden worden door de Ostrogoten verdreven uit Pannonië.
- 507 : Slag bij Vouillé. Een coalitie van Franken en Bourgondiërs onder Clovis verslaan de Visigoten. De Visigoten houden ten noorden van de Pyreneeën nog slechts Septimanië over; voor het overige zijn zij gedwongen zich naar Hispania terug te trekken. Koning Alarik II van de Visigoten sneuvelt en wordt opgevolgd door Amalarik, die nog minderjarig is. Theodorik de Grote wordt regent voor de jonge koning.
- 508 : De Muur van Anastasius is in volle opbouw.
- 509 : Sigebert de Lamme, koning van de Ripuarische Franken wordt vermoord. Clovis verenigt alle Franken.

Godsdienst
- De Byzantijnen steunen tegenpaus Laurentius om het Acaciaans schisma (484-519) op te lossen.
- De Armeens-Apostolische Kerk scheurt zich af van de kerk van Rome en Byzantium en volgt het pad van het miafysitisme.

Wetgeving
- Koning Gundobad laat het Bourgondisch recht optekenen.
- Het Breviarium Alaricianum, het wetboek van Alarik II, wordt van kracht in het Visigotische gebied.

## Heersers

### Europa
- Kaukasisch Albanië: Vachagan III (ca. 487-510)
- Bourgondiërs: Godigisel (473-501), Gundobad (486-516)
- Byzantijnse Rijk: Anastasius I (491-518)
- Franken: Clovis I (481-511)
  - koningen van een deel der Franken: Ragnachar (ca. 480-509), Sigebert de Lamme (?-509), Rignomer (?-509)
- Herulen: Rudolf (ca. 500-510)
- Kent: Oisc (488-516)
- Longobarden: Tato (ca. 495-510)
- Ostrogoten: Theodorik de Grote (474-526)
- Vandalen: Thrasamund (496-523)
- Visigoten: Alarik II (485-507), Gesalik (507-511)

### Azië
- China
  - Noordelijke Wei: Beiwei Xuanwudi (499-515)
  - Zuidelijke Qi: Xiao Baojuan (499-501), Qi Hedi (501-502)
  - Liang: Liang Wudi (502-549)
- Iberië: Vachtang I (447-502/522)
- Japan (traditionele data): Buretsu (498-506), Keitai (507-531)
- Korea
  - Koguryo: Munjamyeong (491-519)
  - Paekche: Dongseong (479-501), Muryeong (501-523)
  - Silla: Soji (479-500), Jijeong (500-514)
- Perzië (Sassaniden): Kavad I (488-531)

### Religie
- paus: Symmachus (498-514)
  - tegenpaus: Laurentius (502-506)
- patriarch van Alexandrië: Johannes I (II) van Alexandrië (496-505), Johannes II (III) van Alexandrië (505-516)
- patriarch van Antiochië: Flavianus II (498-512)
- patriarch van Constantinopel: Macedonius II (495-511)
- patriarch van Jeruzalem: Elias I (494-516)

<< · 500 · 501 · 502 · 503 · 504 · 505 · 506 · 507 · 508 · 509 · >>
<< · 500-509 · 510-519 · 520-529 · 530-539 · 540-549 · 550-559 · 560-569 · 570-579 · 580-589 · 590-599 · >>